# Zophobas morio
Ver de farine géant
Espèce
Synonymes
- Alobates morio (Fabricius, 1776)[1]
- Helops morio Fabricius, 1776[1]
- Tenebrio atratus Fabricius, 1775[1]
- Tenebrio morio Fabricius, 1776[1]
- Zophobas alternans Kraatz, 1880[1]
- Zophobas atratus (Fabricius, 1775) (préféré par BioLib)[1]
- Zophobas batavorum Marcuzzi, 1959[1]
- Zophobas concolor Wollaston, 1870[1]
- Zophobas paraguanae Marcuzzi, 1959[1]
- Zophobas rugipes Kirsch, 1866[1]

Statut de conservation UICN

NE : Non évalué
Zophobas morio, le Ver à bois géant ou ver de farine géant pour sa ressemblance avec le ténébrion meunier, est une espèce d'insectes coléoptères polyphages à tendance xylophages de la famille des ténébrionidés, originaire de l'Amérique tropicale et équatoriale.

## Caractéristiques
Sa larve, qui ressemble à un ver de farine de très grande taille (5-6 cm de long). Ces larves sont également capables de digérer le polystyrène grâce à des enzymes bactériennes contenues dans leur système digestif ce qui ouvre la porte à une possible utilisation de celles-ci dans l'élimination de déchets dérivés du pétrole. Le ver de morio ne se pupifie pas facilement s’il est en présence d’autres larves, ce qui retarde sa transformation en adulte. L’adulte mesure environ 1,5 à 2 cm de long, avec un corps allongé, noir brillant et dur.

## Alimentation
Bien qu’il soit polyphage, il préfère consommer des matières mortes ou en décomposition, comme des cadavres d’autres insectes ou des fruits tombés. Il se nourrit d’animaux vivants uniquement en cas de nécessité.

## L'espèce et l'Homme
La larve est massivement produite pour nourrir les reptiles, amphibiens, oiseaux insectivores et certains poissons. Elle est également utilisée en laboratoire pour des recherches sur la digestion du plastique et la dégradation des déchets. Des études sont en cours pour explorer son potentiel en entomophagie humaine.